# Zlatnik
Zlatnik är ett berg i Tjeckien.   Det ligger i regionen Ústí nad Labem, i den nordvästra delen av landet, 70 km nordväst om huvudstaden Prag. Toppen på Zlatnik är 521 meter över havet, eller 230 meter över den omgivande terrängen. Bredden vid basen är 2,4 km.
Terrängen runt Zlatnik är platt åt sydväst, men åt nordost är den kuperad.Runt Zlatnik är det ganska glesbefolkat, med 22 invånare per kvadratkilometer. Närmaste större samhälle är Most, 5,8 km väster om Zlatnik. Trakten runt Zlatnik består till största delen av jordbruksmark.